# Операция «Teapot»
Операция «Типот» (англ. Teapot — «чайник») — одиннадцатая серия ядерных испытаний, состоящая из 14 испытательных ядерных взрывов, осуществлённых США в феврале-мае 1955 года. Это пятая серия, проведенная на ядерном полигоне в Неваде. Операция «Teapot» следовала за «Castle» и предшествовала операции «Wigwam».
Во время взрыва Wasp проходили войсковые учения Desert Rock VI с прохождением участка в 900 метров под формирующимся ядерным грибом. Солдаты также были задействованы при проведении взрыва Bee в марте 1955 года.
Взрыв Apple-2 («Выживание Города») был призван протестировать прочность построек из различных материалов. Некоторые из зданий до сих пор сохранились на территории 1-го ядерного полигона в Неваде. Был снят документальный фильм, показывающий разрушение зданий этим взрывом, в фильме операция называется «Cue». Некоторые кадры были использованы в фильме «На следующий день» 1983 года.
Снаряд MET имел заряд из редко использующегося изотопа 233U, полученного путём облучения нейтронами 232Th. Превращение происходило по следующей цепочке:
{\displaystyle _{0}^{1}n+{}_{90}^{232}\mathrm {Th} \rightarrow {}_{90}^{233}\mathrm {Th} \ {\xrightarrow[{22,3\ {\text{min}}}]{\beta ^{-}\ 1{,}243\ {\text{MeV}}}}\ {}_{91}^{233}\mathrm {Pa} \ {\xrightarrow[{26{,}967\ {\text{d}}}]{\beta ^{-}\ 0{,}5701\ {\text{MeV}}}}\ {}_{92}^{233}\mathrm {U} .}
Взрыв MET по мощности был сравним с плутониевой бомбой «Толстяк», сброшенной на Нагасаки.

## Список ядерных взрывов «Teapot»

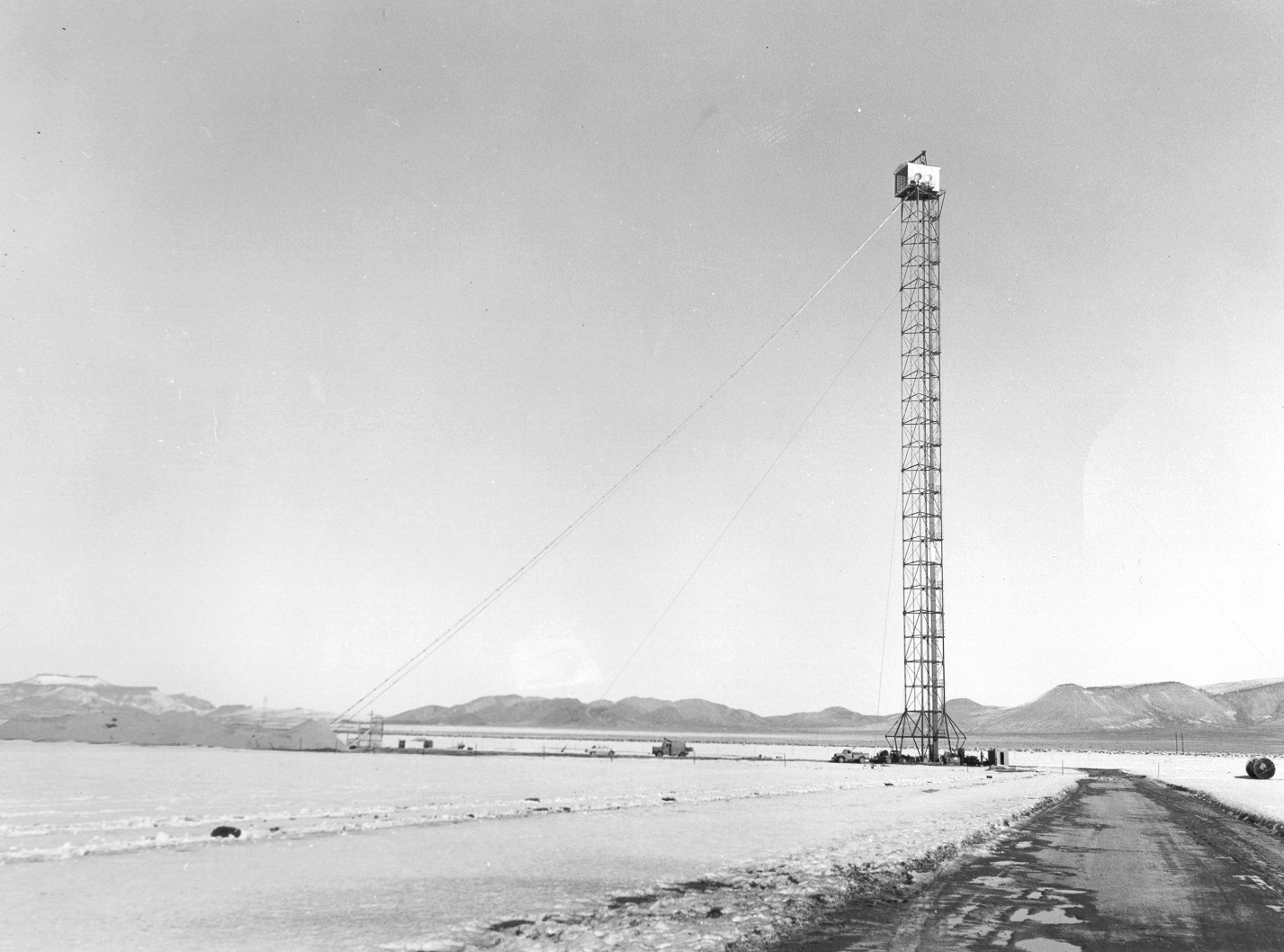
Типовая башня высотой 152 м для некоторых испытаний

| Испытания                                 | Дата            | Место                                                                      | Высота                    | Мощность | Примечания                   | Изображение |
| ----------------------------------------- | --------------- | -------------------------------------------------------------------------- | ------------------------- | -------- | ---------------------------- | ----------- |
| Wasp                                      | 18 февраля 1955 | Ядерный полигон в Неваде (Территория 7) 37°05′12″ с. ш. 116°01′22″ з. д.   | 232 м сброс с B-36        | 1,2 кт   |                              |             |
| Moth                                      | 22 февраля 1955 | Ядерный полигон в Неваде (Территория 3) 37°02′52″ с. ш. 116°01′19″ з. д.   | башня 91 м                | 2 кт     |                              |             |
| Tesla                                     | 1 марта 1955    | Ядерный полигон в Неваде (Территория 9) 37°07′32″ с. ш. 116°02′54″ з. д.   | башня 91 м                | 7 кт     |                              |             |
| Turk                                      | 7 марта 1955    | Ядерный полигон в Неваде (Территория 2) 37°08′18″ с. ш. 116°07′06″ з. д.   | башня 152 м               | 43 кт    |                              |             |
| Hornet                                    | 12 марта 1955   | Ядерный полигон в Неваде (Территория 3) 37°02′25″ с. ш. 116°01′34″ з. д.   | башня 91 м                | 4 кт     |                              |             |
| Bee                                       | 22 марта 1955   | Ядерный полигон в Неваде (Территория 7) 37°05′41″ с. ш. 116°01′29″ з. д.   | башня 152 м               | 8 кт     |                              |             |
| Ess                                       | 23 марта 1955   | Ядерный полигон в Неваде (Территория 10) 37°10′06″ с. ш. 116°02′41″ з. д.  | подземный на глубине 20 м | 1,2 кт   |                              |             |
| Apple-1                                   | 29 марта 1955   | Ядерный полигон в Неваде (Территория 4) 37°05′44″ с. ш. 116°06′13″ з. д.   | башня 152 м               | 14 кт    | Провал                       |             |
| Wasp Prime                                | 29 марта 1955   | Ядерный полигон в Неваде (Территория 7) 37°05′12″ с. ш. 116°03′31″ з. д.   | 225 м сброс с B-36        | 3,2 кт   |                              |             |
| Ha                                        | 6 апреля 1955   | Ядерный полигон в Неваде (Территория 1) 37°01′43″ с. ш. 116°03′31″ з. д.   | 11 161 м сброс с B-36     | 3,2 кт   |                              |             |
| Post                                      | 9 апреля 1955   | Ядерный полигон в Неваде (Территория 9) 37°07′21″ с. ш. 116°02′05″ з. д.   | башня 91 м                | 2 кт     |                              |             |
| MET (сокращение от Military Effects Test) | 15 апреля 1955  | Ядерный полигон в Неваде (Frenchman Flat) 36°47′53″ с. ш. 115°55′47″ з. д. | башня 120 м               | 22 кт    | Сердцевина Уран-233/Плутоний |             |
| Apple-2                                   | 5 мая 1955      | Ядерный полигон в Неваде (Территория 1) 37°03′11″ с. ш. 116°06′12″ з. д.   | башня 152 м               | 29 кт    | Повторное испытание Apple-1  |             |
| Zucchini                                  | 15 мая 1955     | Ядерный полигон в Неваде (Территория 7) 37°05′41″ с. ш. 116°01′29″ з. д.   | башня 152 м               | 28 кт    |                              |             |